# 镇海之战 (1841年)
镇海之战是第一次鸦片战争中的英军为攻打宁波府的门户镇海县与清军发生的战斗，发生于1841年（清道光二十一年）10月10日。战斗自早晨8时开始至下午2时许结束，英军以压倒性优势取得最终胜利，镇海被攻陷，钦差大臣裕谦自尽，为第一次鸦片战争中殉国的清朝最高级官员，浙江提督余步云逃跑。此战后宁波守城官员纷纷逃走，英军不费一兵一卒占领宁波:9-16。

## 地理条件
镇海县位于杭州湾南岸，甬江入海口。县城位于甬江北岸，距离宁波府城20公里，紧靠甬江入海口。甬江在接近镇海县城时，其方向由东西向折为南北向。甬江入海口两侧分别为金鸡山和招宝山，分列甬江口东西两侧，招宝山上有明代修建的威远城，江口附近有宽达数里的滩涂:362,363。镇海县城位于招宝山下，与招宝山通过一地峡相连，上有海塘名为钩金塘。县城北城墙与后海塘连为一体，直接修筑于海滩之上，用于抵御潮水的侵袭。甬江口东岸则有一系列山丘，可以俯瞰招宝山和镇海县城，且较为陡峭，难以攀登:255-256。山丘的西面为一片直通海岸的平原，内有道路可步行。小浃江从平原中穿过，上有两座桥梁可供通行:226。

## 战争背景
第一次鸦片战争爆发后的1840年7月6日，英军占领定海县城，7月10日起封锁镇海口:2027。次日，英军曾派小船至镇海提交英国外相巴麦尊致“中国宰相”的照会，但时任浙江巡抚乌尔恭额认为英国居心叵测而将照会退回。因定海战事，道光帝于8月4日将乌尔恭额革职，8月6日派遣两江总督伊里布为钦差大臣主持浙江军务，长驻镇海:160,167，随后调刘韵珂任浙江巡抚，余步云任浙江提督。16日，英军曾试图登陆，被守军击退。
9月16日，定海乡民诱捕英军炮兵上尉安突德（P. Anstruther），押至镇海。在此前后，镇海、余姚等处亦俘获英人多名:9，伊里布以英军撤出定海为清军放人的交换条件。10月至11月间，伊里布与懿律就这一问题进行了多轮磋商，以清军放人及裁减军备作为英军撤离条件。11月6日，伊里布发布《晓谕定海士民告示》，此后开始裁撤镇海守军。这一求和举动遭到镇海民众的反对，浙江巡抚刘韵珂、两江总督裕谦以及在京言官也向道光帝上奏要求对英军动武:2027:193-198。1841年2月10日，道光帝免去伊里布钦差大臣职务，改由裕谦担任。2月23日，清军归还英方战俘，次日英军撤离定海:201。
1841年4月30日，因对懿律不满，英国内阁决定改以璞鼎查为全权代表，对清政府采取更强硬的态度:328。当年8月21日，英军主力自珠江口北上，27日占领厦门，闽浙总督颜伯焘花费重金修建的石壁防御体系并没有起到防御作用:329,343。9月5日，英军主力撤离厦门岛，16日起英舰陆续抵达宁波以东海面，但因天气原因未能进攻镇海，改为进攻定海。英军于10月1日正式发起对定海的攻击，当日下午占领定海县城，葛云飞、王锡朋、郑国鸿三总兵战死。在修整和躲避逆风后，10月9日，英军舰队抵达镇海附近的外游山海面，展开战前部署:329,343。

## 战前准备

### 英军
第一次鸦片战争爆发前的1832年5月26日，英國東印度公司派遣胡夏米和郭实猎乘坐阿美士德号（Lord Amherst）船抵达甬江口，目的为试探通商的可能，同时对宁波进行详细的调查。他们纠正了前人对定海至镇海航线的错误描述，勘察了甬江的通航情况，同时观察了招宝山炮台，确认甬江口处于几乎不设防的状态:97,99,100,286。战前的1841年10月8日，英军11艘战舰，2000余名士兵在黄牛礁附近集结。次日，海军司令威廉·巴加和陆军司令郭富在笠山、虎蹲山一带对镇海进行侦察，并确定了登陆点和水陆两线作战计划。根据此计划，由郭富率领的陆军将在次日从甬江东岸登陆，包抄金鸡山一带，而由巴加率领的海军将负责进攻甬江西岸的招宝山和镇海县城。当日，英军战舰行至外游山洋面集结:365。

### 清军

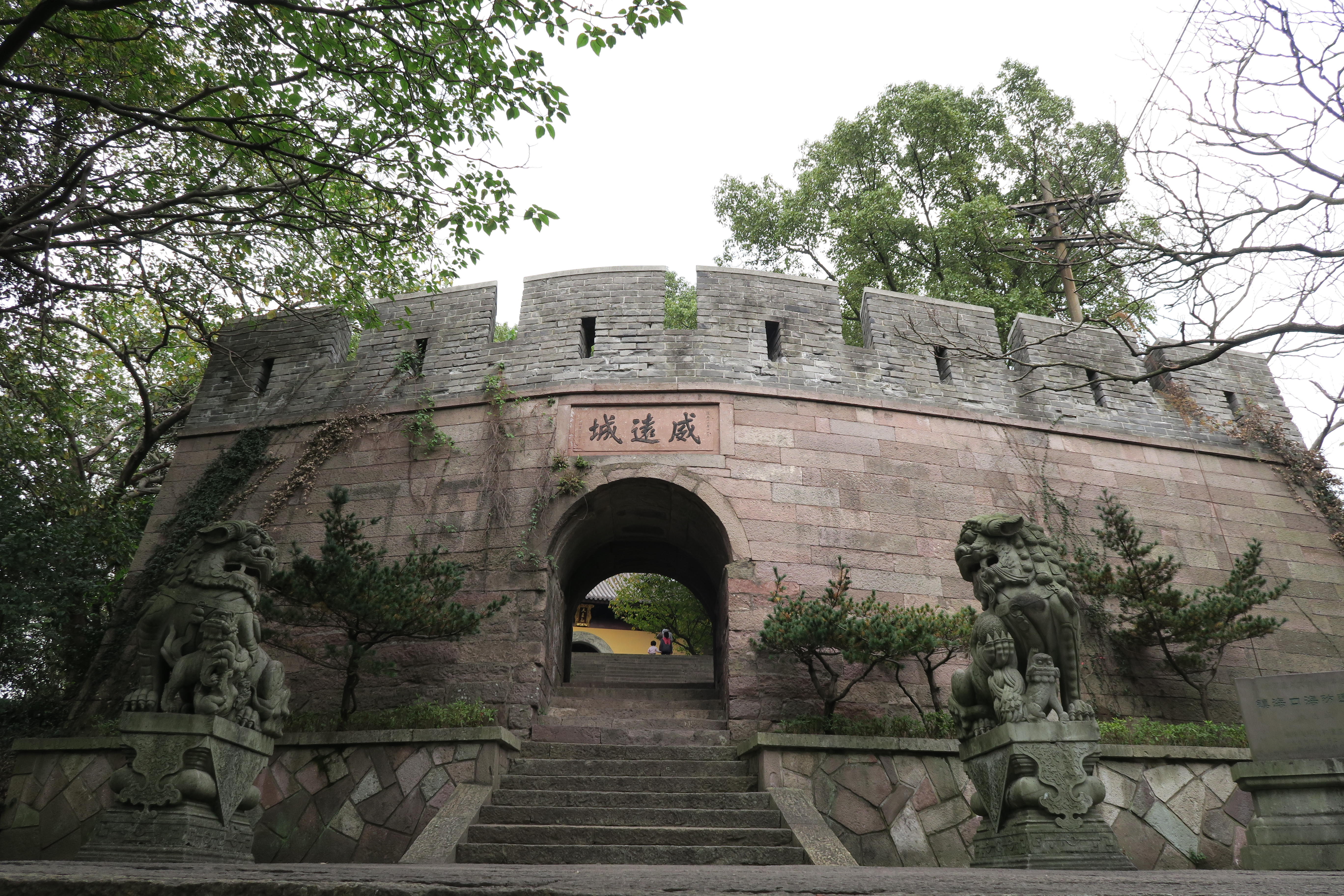
招宝山威远城南城门

伊里布出任钦差大臣时，承担的主要职责是收复定海，因而其并未经营镇海的防卫。裕謙上任后，认为英军的进攻方向为从甬江内犯，而镇海口滩涂较多，英军的大船难以驶入。与此同时，与当时大多数清朝官员一样，裕謙认为英国人不擅陆战，因而对于登陆的英军可以轻松全歼。就此，裕謙认为镇海具备英军难以攻克的天险，从而将注意力放在提振军队士气上:352,363。在上任后，裕謙曾在镇海对英军战俘使用剥皮、凌迟等酷刑，意在使部下放弃求和的幻想，背水一战，这些举措得到了道光帝的首肯:349。战前，裕謙率领文武官员在镇海关帝庙发誓，称“今日之事，有死靡贰……受命专讨，义在必克。文武将佐，敢有受夷一纸书去镇海一带者，明正典刑，幽遭神殆”。与此相反，曾与伊里布共事的浙江提督余步云则更倾向于对英军采用羁縻的手段，因而与裕謙产生矛盾:368,370。而浙江巡抚刘韵珂则对镇海设防十分积极。1841年6月，刘韵珂与赴镇海军营效力的林则徐一道观察招宝山、金鸡山一带的山海形势，铸造大炮。林则徐赴伊犁后，镇海防务设施建设并未就此中止。招宝山西麓、南麓及钩金塘增设炮台，金鸡山北麓及东北方向也增设炮台。镇海县城北城墙增设沙袋工事。甬江口使用块石堵口，使航道变窄，内设火攻船等船只，拦江埠两岸增设南北拦江炮台。厦门战败后，道光帝下旨加强陆路防御，裕謙在招宝山、金鸡山等地增设暗沟、蒺藜等障碍。至战前，镇海县城一带共有守军4000余人，火炮157门。处州镇总兵张化龙、狼山镇总兵谢朝恩、衢州镇总兵李廷扬分别镇守招宝山威远城、金鸡山和南北拦江炮台，余步云守招宝山，坐镇东岳宫，裕謙亲自坐镇镇海县城:363-365,372。

## 战事经过

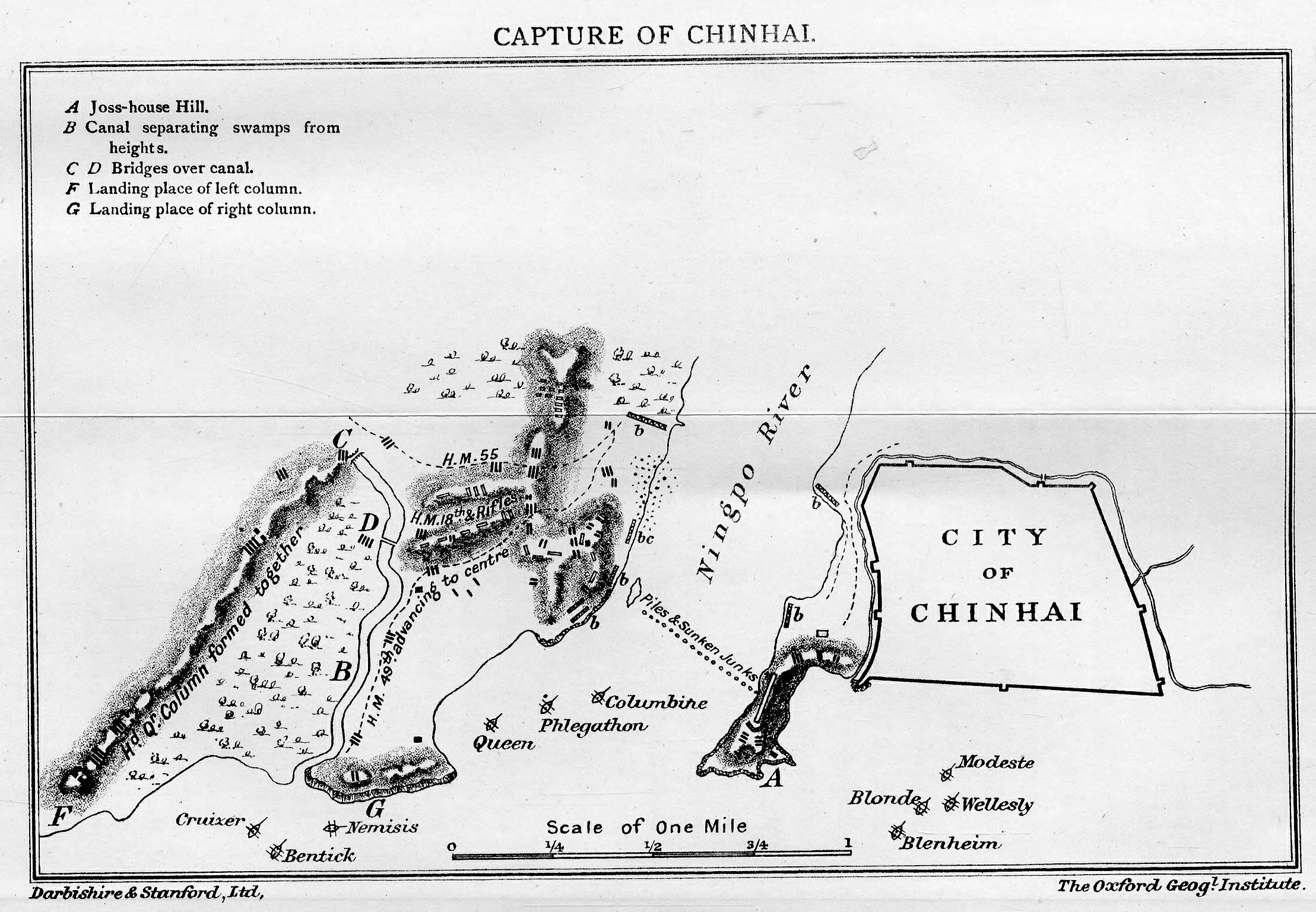
英国牛津地理学会绘制的镇海之战形势图

1841年10月10日上午8时，英国战舰冥界火河號和复仇神号分别携带左路和中路登陆部队在镇海口东岸的小浃江入海口两侧登陆，巡洋号、哥伦拜恩号、本廷克号承担海上火力掩护任务:257。登陆部队中，左路由郭富亲自随同，自小浃江以东的钳口门登陆。这一路部队由第18步兵团侧翼、第55步兵团5个连、第36马德拉斯土著步兵团1个來福槍连，一个马德拉斯炮兵连及一个工兵连共计1040人组成，携带4门轻榴弹炮和2门5.5英寸臼炮，为此次战斗的主力部队，承担从背侧迂回攻击金鸡山清军的任务。中路自笠山登陆，由第49步兵团以及部分皇家马德拉斯炮兵及工兵共计440人组成，携带2门12磅榴弹炮和2门9磅野戰炮，承担正面攻击和切断清军后路的任务。登陆后，左路沿丘陵边缘迂回行至义成桥，在过桥时并未遭到附近清军的抵抗。随后，左路行至沙蟹岭，与中路形成对金鸡山的夹击。清军对英军的进攻予以猛烈还击，但并没有形成有效的火力。交战中，约有1200至1500名清军被迫从山上的阵地撤离至甬江边，发现退路已被英军截断。一部分清军落水淹死，另一部分试图渡河的清军被对岸的火力击中身亡，约500人沦为英军俘虏:227-229。总兵谢朝恩在战斗中被英军炮火击中，坠海身亡。接近中午时，金鸡山被英军占领:2029。

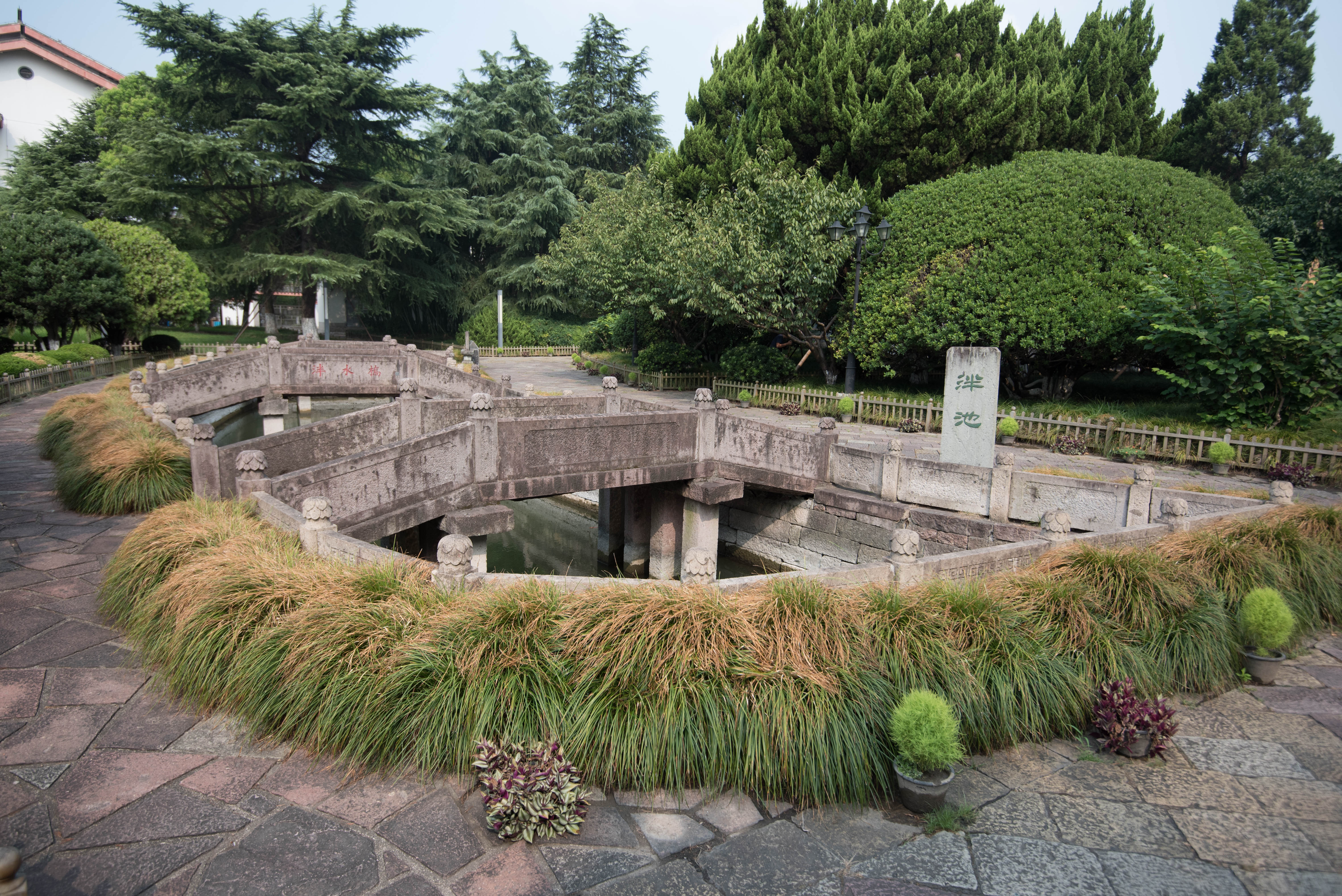
镇海文庙泮池，为裕謙投水自尽处

在甬江西岸，英军战舰威厘士厘号、伯兰汉号、布朗底号和摩底士底号负责在清军射程之外炮击镇海县城和招宝山炮台，同时掩护右路登陆部队，使清军被迫放弃了招宝山上的部分阵地，为英军登陆提供了便利。11时左右，伯兰汉号上由海军、海軍陸戰隊、皇家炮兵和工兵近700人组成的右路部队自钩金塘和招宝山东麓登陆，仰攻招宝山威远城。此时，招宝山守军已开始溃逃:2029。英军登上山顶后，一发炮弹击中招宝山南侧火药库，守城清军四散，匆忙中并未关闭威远城城门，英军直接从城门攻入威远城内:229-230。随后，在威远城居高临下的火力支援下，英军开始从县城东城墙的两处地点开始攻城。见此情景，据守县城东城墙的钦差大臣裕謙自知无力抵抗，退至镇海文庙后，嘱咐随从将钦差大臣印交予刘韵珂，随后向京师叩拜，此后投泮池尽节，后被随从救起，至余姚后不治身亡。余步云则在招宝山失守后从东岳宫逃往宁波。英军自县城东门攻入城内，县丞李向阳自缢而亡，镇海知县叶堃自缢后被救起，清军纷纷从县城西门逃走:2029。至下午2时，战斗基本结束。据英军统计，此战中英军死3人，伤16人，死者中军阶最高的为第49步兵团的中尉蒙哥马利。清军则死伤数百人。包括裕謙在内，战死或自尽的清朝官员至少有14名:260。

## 后续

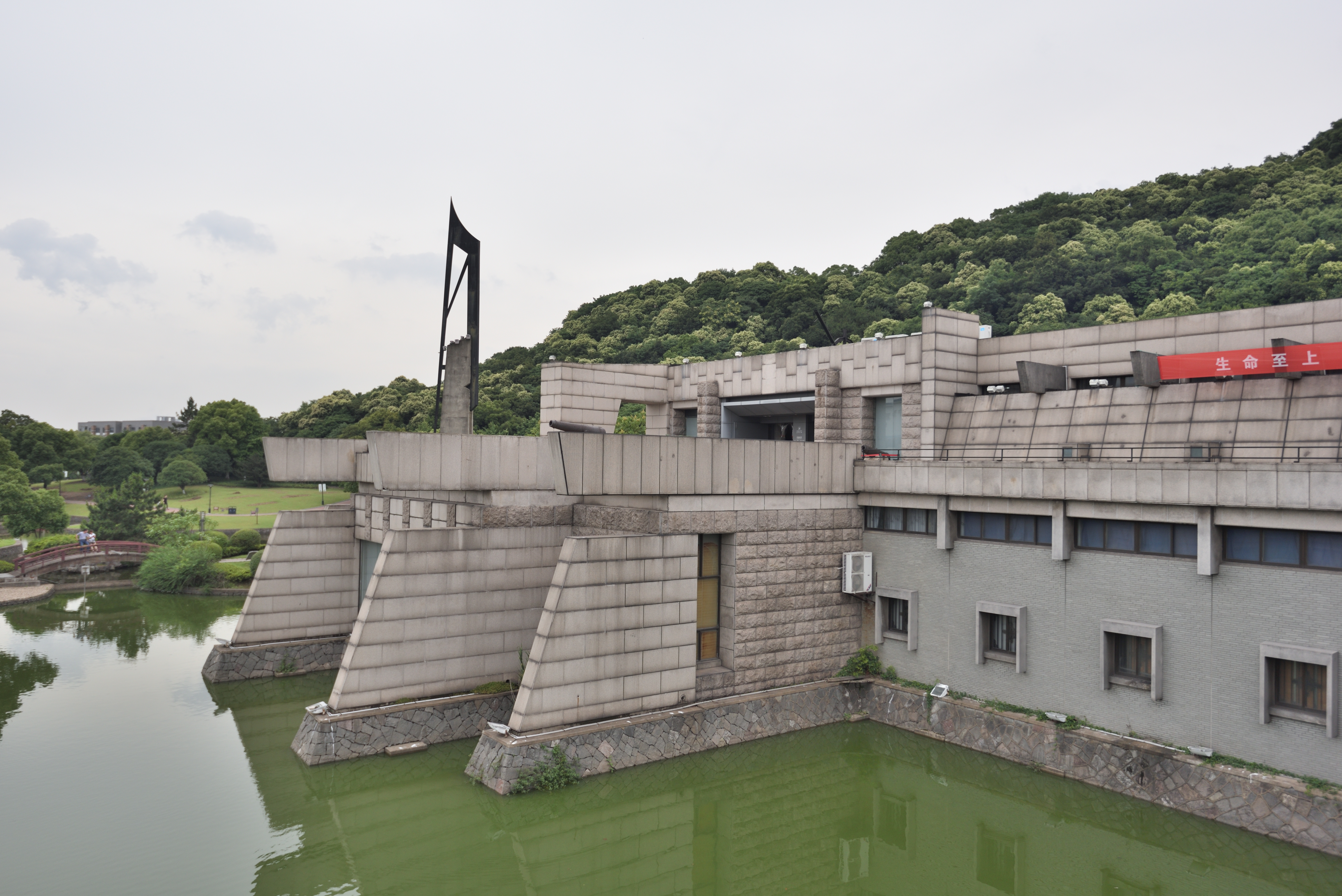
建于原东岳宫和昭忠祠位置的镇海口海防历史纪念馆

镇海县城陷落后，余步云与宁波知府邓廷彩于10月12日逃往上虞，次日英军不费一兵一卒占领宁波府城。清廷派遣乾隆帝曾孙奕经率军万余人于1842年3月以水路两路进军宁波和镇海，意图以“五虎扑羊”之策收复宁波，结果因军机泄露惨败，伤亡1200余人，是为浙东之战:2029-2031。此战之后的1842年3月21日，浙江巡抚刘韵珂向道光帝上“十可虑”奏折，条陈与英军作战的困难。此后，之前主和的伊里布被道光帝调回浙江:414,427。在官员求和的同时，镇海民间对英军的抵抗却并未停止，其中以徐保的“黑水党”最为著名。驻镇海县城英军在1842年5月撤离，招宝山英军在《中英南京条约》签订后的1842年10月撤离:15。
战后，作为第一次鸦片战争中殉国的最高级官员，裕謙由道光帝下旨追赠太子太保，开复生前一切处分，授予骑都尉兼一云骑尉世职，附祀京师昭忠祠:8-9。余步云因镇海失守被道光帝下旨处斩，于1843年1月25日（农历小年夜）执行，成为第一次鸦片战争后唯一被处死的高级官员。时任浙江巡抚刘韵珂在战后奉旨重建海防。刘韵珂并未根据镇海之战战败教训对防御工事进行重新设计，而是认为先前宁波、镇海所建工程“处处为当冲要，无隙可乘”，仅下令恢复原状。1843年，刘韵珂升任闽浙总督，为第一次鸦片战争结束后唯一未受处分反获升迁的沿海督抚:375。
1854年10月，应道光帝褒奖裕謙而修建的昭忠祠在招宝山下东岳宫侧落成，纪念裕谦、謝朝恩等死难者，今已不存，原址现为知名建筑师齐康设计的镇海口海防历史纪念馆，馆中设有鸦片战争镇海之战的相关陈列:16,64-66。裕谦投水的文庙泮池在1896年由县人疏浚，1990年6月由在文庙旧址办学的镇海中学维修，1996与招宝山威远城一同作为镇海口海防遗址的一部分被列入第四批全国重点文物保护单位。